# Rumtopf
Il rumtopf è un prodotto alimentare a base di rum, frutta e zucchero, considerato un dessert con una componente alcolica.

## Diffusione
Il rumtopf è originario dalle aree di lingua tedesca del nord Europa, in particolare Germania e Danimarca. Nel corso dei secoli si diffuse anche in altri territori più a sud, ed ora è prodotto e consumato anche in Italia, soprattutto nelle valli del Trentino, dove è diventato tradizionale in Valsugana.
Nasce come una modalità di conservazione della frutta grazie all'immersione dentro una bevanda alcolica. Prodotto a partire dai mesi primaverili, viene solitamente consumato durante il periodo natalizio, da tradizione nella prima domenica d'Avvento.

## Preparazione
La preparazione inizia nel mese di aprile, con la prima frutta di stagione (ad esempio la fragola) che viene messa a macerare per un'ora con lo zucchero, nella proporzione del 50% del peso della frutta lavata, tagliata e non sbucciata. Dopo l'ora di macerazione la frutta viene inserita in un contenitore di ceramica, chiamato anch'esso Rumtopf (letteralmente pentola di rum), e successivamente viene inserito del rum a 55 gradi fino a coprire tutta la frutta. Infine il vaso viene chiuso con il suo coperchio, sigillato, e conservato in un luogo fresco.
Ogni mese il vaso viene riaperto per inserire nuova frutta di stagione (ciliegie, albicocche, pesche, prugne, susine, mirtilli, lamponi, more, ecc.), sempre macerata un'ora nello zucchero e ricoperta con altro rum. La preparazione termina a fine novembre, con la conclusione del periodo di raccolta dei frutti, e il prodotto può essere consumato come dessert nel corso dei mesi invernali.